# 彭元璟
彭元璟，江西南昌人，是一名清朝政治人物。
彭元璟曾于1790年接替许坤任宝山县知县一职，1794年由唐作梅接任。